# 아르체르그란데
아르체르그란데(이탈리아어: Arzergrande)는 이탈리아 베네토주 파도바도에 위치한 코무네(기초 자치체)로 베네치아에서 남서쪽으로 약 25 킬로미터 (16 mi), 파도바에서 남동쪽으로 약 20 킬로미터 (12 mi)에 위치한다.